# Regering-Theunis II
De regering-Theunis II (29 juni 1923 - 11 maart 1924) was een Belgische regering. Het was een coalitie tussen de Katholieke Unie (80 zetels) en de Liberale Partij (33 zetels). De regering volgde de regering-Theunis I nadat koning Albert I het ontslag van de regering weigerde. Op 27 februari 1924 verwierp het parlement het Frans-Belgisch handelsakkoord. Premier Georges Theunis bood het ontslag van de regering aan de koning aan, maar deze belastte hem onmiddellijk met een nieuwe formatieopdracht. Op 11 maart 1924 kwam een vernieuwde regering-Theunis III tot stand, met twee christendemocratische ministers: Paul Tschoffen en Henri Carton de Tournai. De verongelijkte Henri Jaspar keerde echter niet terug als minister. Met de steun van de christendemocratische vleugel werd het handelsakkoord alsnog aangenomen.

## Samenstelling
De regering-Theunis II telde elf ministers: zes voor de Katholieke Unie en vijf voor de Liberale Partij.
| Ambtsbekleder      | Ambtsbekleder                | Ambtsbekleder                   | Functie                                                 | Termijn                         | Partij                        |
| ------------------ | ---------------------------- | ------------------------------- | ------------------------------------------------------- | ------------------------------- | ----------------------------- |
|                    |                              | Georges Theunis (1873-1966)     | Eerste Minister                                         | 29 juni 1923 - 11 maart 1924    | extraparlementair (katholiek) |
| Minister Financiën | 29 juni 1923 - 11 maart 1924 | Georges Theunis (1873-1966)     |                                                         |                                 | extraparlementair (katholiek) |
|                    |                              | Fulgence Masson (1854-1942)     | Minister Justitie                                       | 29 juni 1923 - 11 maart 1924    | Liberale Partij               |
|                    |                              | Henri Jaspar (1870-1939)        | Minister Buitenlandse Zaken                             | 29 juni 1923 - 11 maart 1924    | Katholieke Unie               |
|                    |                              | Paul Berryer (1868-1936)        | Minister Binnenlandse Zaken en Volksgezondheid          | 29 juni 1923 - 11 maart 1924    | Katholieke Unie               |
|                    |                              | Pierre Nolf (1873-1953)         | Minister Wetenschappen en Kunsten                       | 29 juni 1923 - 11 maart 1924    | extraparlementair (liberaal)  |
|                    |                              | Albéric Ruzette (1866-1929)     | Minister Landbouw en Openbare Werken                    | 29 juni 1923 - 11 maart 1924    | Katholieke Unie               |
|                    |                              | Romain Moyersoen (1870-1967)    | Minister Nijverheid en Arbeid                           | 29 juni 1923 - 11 maart 1924    | Katholieke Unie               |
|                    |                              | Grégoire Neujean (1865-1940)    | Minister Spoorwegen, Zeewezen, Posterijen en Telegrafen | 29 juni 1923 - 11 maart 1924    | Liberale Partij               |
|                    |                              | Albert Devèze (1881-1959)       | Minister Landsverdediging                               | 29 juni 1923 - 6 augustus 1923  | Liberale Partij               |
|                    |                              | Pierre Forthomme (1877-1959)    | Minister Landsverdediging                               | 6 augustus 1923 - 11 maart 1924 | Liberale Partij               |
|                    |                              | Louis Franck (1868-1937)        | Minister Koloniën                                       | 29 juni 1923 - 11 maart 1924    | Liberale Partij               |
|                    |                              | Aloys Van de Vyvere (1871-1961) | Minister Economische Zaken                              | 29 juni 1923 - 11 maart 1924    | Katholieke Unie               |

### Herschikkingen
- Op 6 augustus 1923 neemt Albert Devèze (Liberale Partij) ontslag als minister van Landsverdediging en wordt opgevolgd door Pierre Forthomme (Liberale Partij).